# Tošo Dabac
Tošo Dabac (Nova Rača, 18. svibnja 1907. – Zagreb, 9. svibnja 1970.), hrvatski fotograf priznat u svijetu, jedan je od začetnika i glavnih predstavnika Zagrebačke škole fotografije.
Rođen je u Novoj Rači kraj Bjelovara. Krsno mu je ime Teodor Eugen Maria Dabac. Osnovnu školu završio je u Novoj Rači. S obitelji se preselio u Samobor. Pohađao je Kraljevsku klasičnu gimnaziju u Zagrebu koju je završio 1925. godine. Upisao je studij prava u Zagrebu, ali ga nije završio. Radio je za Fanamet film i MGM-ov ured u Zagrebu kao prevoditelj i osoba zadužena za odnose s javnošću. Uređivao je časopis "Metro-Megafon". Prvi dodir s fotografijom 1924. imao je kod školskog kolege Ivice Sudnika iz Samobora. 
Prva njegova sačuvana fotografija  panorama je Samobora potpisana i datirana 7. ožujka 1925. Prvi put je izlagao fotografije na izložbi amatera u Ivancu 1932. Jedan je od začinjalaca i glavnih predstavnika Zagrebačke škole fotografije.
Nositelj je socijalnog smjera u fotografiji. Snima život ulice, prosjake, ljude iz naroda, sajmišta, procesije i putujuće cirkusante (ciklusi Bijeda i Život ulice, 1932. – 1935.) 
Slijede ciklusi portreta, folklora, životinja, arhitekture, krajolika i kulturnih spomenika na kojima radi do kraja života. 
Još od tridesetih godina 20. stoljeća, sudjelovao je na nizu izložbi u zemlji i inozemstvu (Prag, Philadelphia, Luzern, Antwerpen, Beč, Ljubljana, Frankfurt, München, New York) u društvu tada najznamenitijih svjetskih fotografa. 
Jedna od najznačajnijih nagrada je iz 1938. za najbolju fotografiju u mjesecu (Camera Craff). Imao je čast biti članomPhotographic Society of America. Godine 1951. Foto-savez Jugoslavije dodijelio mu je titulu majstora fotografije. Nagradu Vladimir Nazor za životno djelo dobio je 1967. Te je godine počeo mentorirati Mariju Braut.
Ukupno je uslikao oko 200 000 fotografija, najviše u gradu Zagrebu. Imao je atelijer u Ilici 17, u kojem je radio tridesetak godina. Oženio se opernom pjevačicom Julijom Grill 1937. godine. Sudjelovao je u Drugome svjetskom ratu na strani partizana od 1943.
Umro je u autobusu za zagrebački Gornji grad 9. svibnja 1970. godine. Dapčev atelijer nastavio je voditi njegov nećak, fotograf Petar Dabac, pod imenom Arhiv Tošo Dabac. U njemu 1980. otvaraju galeriju, gdje priređuju izložbe i organiziraju tečajeve fotografije. Zbirku od gotovo 160 000 predmeta 2005. otkupljuje Grad Zagreb te Arhiv daje na upravljanje Muzeju suvremene umjetnosti. Arhiv je 2002. priznat kao kulturno dobro Republike Hrvatske.
U povodu stogodišnjice rođenja, Arhiv Tošo Dabac i Muzej suvremene umjetnosti Zagreb predstavali su program Stogodišnjica rođenja Toše Dabca, koji se obilježavao od travnja 2007.

## Vanjske poveznice
|  | Zajednički poslužitelj ima još gradiva o temi Tošo Dabac |

- Digitalna zbirka fotografija Toše Dapca archive.org
- Mikić, Krešimir. 2009. Majstori fotografije: Tošo Dabac fotografija.hr